# 날쌘쌀쥐
날쌘쌀쥐(Nephelomys levipes)는 비단털쥐과 톰스쌀쥐속에 속하는 설치류이다. 페루 남동부 지역부터 볼리비아 서부-중부 지역까지 안데스산맥 동부 경사면의 해발 1800~3200m 운무림에서 발견된다. 같은 속에 속하는 키스쌀쥐와 같은 지역에서 발견되지만 더 높은 고도에서 서식한다.
1902년 토마스(Oldfield Thomas)가 페루와 볼리비아에서 발견한 표본을 토대로 Oryzomys levipes라는 학명으로 처음 기술했다. 이전에 기술된 키스쌀쥐(O. keaysi, 현재 학명 Nephelomys keaysi)와 비교하여 "작은 형태"로 간주했다. 1944년 허쉬코비츠(Philip Hershkovitz)가 날쌘쌀쥐와 키스쌀쥐 두 종을 톰스쌀쥐(O. albigularis)의 아종으로 강등했고, 1990년대초 유전학 정보와 나머지 차이에 기초하여 날쌘쌀쥐를 다시 원상태로 회복시킬 때까지 유지되었다. 2006년 톰스쌀쥐와 관련 종들이 새로운 톰스쌀쥐속(Nephelomys)으로 재분류되었을 때 별도의 종으로 유지되었지만, 학명은 Nephelomys levipes로 변경되었다.
키스쌀쥐(N. keaysi)와 유사하지만 작고, 토마스가 조사한 표본은 희끄무레한 대신에 배 쪽의 털은 담황색을 띤다. 두개골의 두 안와 부위 사이가 좁다. 앞니와 어금니 사이의 입천장 부분 구멍인 절치공이 길고 좁다. 뼈 입천장이 짧고 뒷부분 끝은 3번째 어금니 사이에 위치하기도 한다. 두개골의 2개 절치공을 분리하는 두개골 접형공이 연장된 익설골 지주선이 일부 개체에 남아 있다. 유형 돌기에 보통 약간의 구멍이 있다. 완모식표본의 꼬리 길이를 제외한 몸길이가 130mm, 꼬리 길이는 160mm이며, 뒷발 길이(발톱 제외)는 31mm, 귀 길이는 27mm, 두개골 길이는 35.7mm이다.